# 바돈산 전투
바돈산 전투(라틴어: Bellum in monte Badonis, 웨일스어: Cad Mynydd Baddon)는 5세기 말-6세기 초에 브리튼인과 앵글로색슨인 사이에 벌어졌다고 생각되는 전투다. 브리튼인이 결정적 승리를 거두어 앵글로색슨계 왕국들의 팽창을 일시적으로 저지했다고 한다. 오늘날에는 아서왕이 참전한 전투로 가장 잘 알려져 있는데, 아서왕이 바돈산 전투에 참전했다는 기록은 9세기 《브리튼인의 역사》에 처음 나타난다. 문헌상 남은 기록이 거의 없기 때문에 전투가 벌어진 정확한 날짜, 전투 위치, 그리고 전투 과정의 상세까지 모든 것이 불확실하다.

## 같이 보기
- 캄란 전투